# Magnus Landin Jacobsen
Magnus Landin Jacobsen (født 20. august 1995) er en dansk håndboldspiller, der pr. 2018 spiller for THW Kiel, hvor han spiller venstrefløj.
Landin er opvokset i Søborg med sine forældre og storebror Niklas Landin Jacobsen.

## Klubber
Første klubber
Landin har tidligere spillet for HIK Håndbold og Nordsjælland Håndbold.
KIF Kolding København
I 2014 kom Magnus Landin til KIF Kolding København. I sin første sæson vandt han det danske mesterskab med klubben.
THW Kiel
17. november 2017 blev det offentliggjort, at han efter sæsonen 2017/18 skifter til THW Kiel, hvor også hans storebror, Niklas Landin Jacobsen spiller.

## Landsholdet
U-landsholdet
I 2013 var Magnus Landin med til at sikre det danske U/18-landshold verdensmesterskabet. Til VM 2015 for U/19 i Brasilien var han med til at vinde sølvmedaljer.
A-landsholdet
Magnus Landin debuterede på det danske landshold den 10. juni 2015 mod Litauen, hvor han scorede fire mål, heriblandt ét på et kontraangreb efter en aflevering fra storebror Niklas. Han fik sin VM-debut i 2017 og EM-debut i 2018
Med landsholdet har han vundet VM i håndbold 2019 i Tyskland og Danmark, VM i håndbold 2021 i Egypten,  VM i håndbold 2023 samt OL 2024. Ved OL i Paris vandt Danmark først sin indledende pulje med lutter sejre. Efter snævre sejre over Sverige i kvartfinalen og Slovenien i semifinalen sikrede Danmark med Landin sig guldet med en sikker sejr over Tyskland i finalen med 39-26.

## Privatliv
Magnus Landin er født og opvokset i Søborg i København og er lillebror til håndboldspilleren Niklas Landin Jacobsen.